# Élections législatives fidjiennes de 1963
Des élections législatives se tiennent aux Fidji, qui sont alors une colonie de l'Empire britannique, du 17 avril au 4 mai 1963. Ce sont les premières au suffrage universel. Pour la première fois, les Fidjiens autochtones ont le droit de vote, de même que les femmes (de toutes appartenances ethniques), et que les hommes indo-fidjiens et autres (euro-fidjiens, sino-fidjiens...) n'ayant pas rempli les conditions du suffrage censitaire jusque lors en vigueur.

## Système électoral et politique
En application de réformes introduites en juin 1962, le Conseil législatif de la colonie comptera jusqu'à trente-sept membres à l'issue de ces élections, dont jusqu'à dix-neuf siégeant ex officio en tant que membres du gouvernement nommés par le gouverneur colonial, douze élus, quatre nommés par le gouverneur pour représenter les intérêts des communautés d'ascendance indienne (deux) et européenne (deux), et deux autochtones nommés par le gouverneur sur recommandation du Grand Conseil des chefs.
Les électeurs sont inscrits sur des listes électorales ethniques : autochtones (dits « Fidjiens »), Indo-Fidjiens (dits « Indiens »), et Euro-Fidjiens (dits « Européens »). Chacune de ces communautés élit quatre représentants, via quatre circonscriptions au scrutin uninominal majoritaire à un tour. Les personnes n'entrant dans aucune de ces catégories, par exemple le petit nombre de résidents d'ascendance chinoise, ne peuvent donc pas voter ni se présenter. Il y a quelque 53 000 autochtones, 36 000 Indo-Fidjiens et 4 500 Euro-Fidjiens inscrits sur les listes électorales. Le suffrage censitaire jusque lors appliqué est abrogé en faveur d'un suffrage quasi-universel, seuls les illettrés étant exclus du droit de vote. Les autochtones votent pour la première fois, ayant jusque là été représentés au Conseil législatif par leurs chefs coutumiers non-élus. Les femmes votent également pour la première fois, près d'un demi-siècle après l'obtention du droit de vote des femmes au Royaume-Uni. Aucune femme, toutefois, n'est candidate à ces élections.

## Partis politiques
La vie politique de la colonie n'est pas encore organisée en partis, mais la Fédération citoyenne est la branche politique des associations syndicales des fermiers (principalement indo-fidjiens) des champs de cane à sucre, et présente des candidats à cette élection. Elle deviendra le Parti de la fédération en 1964. Le Kisan Sangh (en), syndicat de fermiers distinct de la Fédération, présente également des candidats, eux aussi indo-fidjiens. Et le Parti démocrate de l'ouest se veut le défenseur des intérêts des autochtones de l'ouest du pays, face aux chefs coutumiers principalement issus de l'est. Mais la plupart des candidats à ce scrutin se présentent sans étiquette.

## Résultats

### Par circonscription
Les résultats sont les suivants :

#### Sièges ethniques autochtones
Nord
| Parti | Parti | Candidat           | Voix             | % | Remarque |
| ----- | ----- | ------------------ | ---------------- | - | -------- |
|       | aucun | Ratu Kamisese Mara | pas d'adversaire | - | Élu      |

Est
| Parti | Parti | Candidat              | Voix             | % | Remarque |
| ----- | ----- | --------------------- | ---------------- | - | -------- |
|       | aucun | Ravuama Vunivalu (en) | pas d'adversaire | - | Élu      |

Ouest
| Parti | Parti                      | Candidat                | Voix  | % | Remarque |
| ----- | -------------------------- | ----------------------- | ----- | - | -------- |
|       | aucun                      | Ratu Penaia Ganilau     | 7 347 |   | Élu      |
|       | Parti démocrate de l'ouest | Apisai Tora             | 1 496 |   |          |
|       | aucun                      | Peniame Naqasima        | 1 434 |   |          |
|       | Parti démocrate de l'ouest | Isikeli Nadalo          | 659   |   |          |
|       | aucun                      | Ratu William Toganivalu | 197   |   |          |

Centre
| Parti | Parti | Candidat            | Voix   | % | Remarque |
| ----- | ----- | ------------------- | ------ | - | -------- |
|       | aucun | Semesa Sikivou      | 10 152 |   | Élu      |
|       | aucun | Ratu Livai Volavola | 2 600  |   |          |
|       | aucun | A. Waqabaca         | 228    |   |          |

#### Sièges ethniques indo-fidjiens
Nord
| Parti | Parti                | Candidat             | Voix  | % | Remarque |
| ----- | -------------------- | -------------------- | ----- | - | -------- |
|       | Fédération citoyenne | James Madhavan       | 2 753 |   | Réélu    |
|       | Kisan Sangh          | Harish Chandra Kohli | 2 175 |   |          |

Sud
| Parti | Parti | Candidat                    | Voix  | % | Remarque |
| ----- | ----- | --------------------------- | ----- | - | -------- |
|       | aucun | Andrew Deoki                | 3 722 |   | Réélu    |
|       | aucun | K. B. Singh                 | 2 778 |   |          |
|       | aucun | Ram Lochan Regan            | 1 220 |   |          |
|       | aucun | Chandra Prakash Bidesi (en) | 1 174 |   |          |
|       | aucun | A. R. Sahu Khan             | 498   |   |          |

Viti Levu-nord
| Parti | Parti                | Candidat            | Voix  | % | Remarque |
| ----- | -------------------- | ------------------- | ----- | - | -------- |
|       | Fédération citoyenne | Siddiq Koya         | 3 998 |   | Élu      |
|       | Kisan Sangh          | James Shankar Singh | 3 480 |   |          |

Ouest
| Parti | Parti                | Candidat   | Voix  | % | Remarque |
| ----- | -------------------- | ---------- | ----- | - | -------- |
|       | Fédération citoyenne | A.D. Patel | 6 244 |   | Élu      |
|       | Kisan Sangh          | Deo Sharma | 3 346 |   |          |
|       | aucun                | M. Singh   | 72    |   |          |

#### Sièges ethniques euro-fidjiens
Nord
| Parti | Parti | Candidat               | Voix | % | Remarque      |
| ----- | ----- | ---------------------- | ---- | - | ------------- |
|       | aucun | Fred Archibald         | 358  |   | Élu           |
|       | aucun | Harold Brockett Gibson | 341  |   | Sortant battu |

Sud
| Parti | Parti | Candidat              | Voix | % | Remarque |
| ----- | ----- | --------------------- | ---- | - | -------- |
|       | aucun | John Kearsley         | 388  |   | Élu      |
|       | aucun | Douglas Walkden-Brown | 375  |   |          |
|       | aucun | Archibald Gardner     | 25   |   |          |

Suva
| Parti | Parti | Candidat    | Voix             | % | Remarque |
| ----- | ----- | ----------- | ---------------- | - | -------- |
|       | aucun | John Falvey | pas d'adversaire |   | Réélu    |

Ouest
| Parti | Parti | Candidat       | Voix | % | Remarque |
| ----- | ----- | -------------- | ---- | - | -------- |
|       | aucun | Ronald Kermode | 573  |   | Réélu    |
|       | aucun | Samuel Berwick | 296  |   |          |

### Représentants ethniques nommés
Le gouverneur Sir Kenneth Maddocks (en) nomme les six membres suivants, dont les deux représentants autochtones sur proposition du Grand Conseil des chefs :
| Communauté    | Nom | Nom                 |
| ------------- | --- | ------------------- |
| Autochtones   |     | Ratu George Cakobau |
| Autochtones   |     | Ratu Edward Cakobau |
| Indo-Fidjiens |     | C. A. Shah          |
| Indo-Fidjiens |     | C. P. Singh         |
| Euro-Fidjiens |     | Cyril Aidney        |
| Euro-Fidjiens |     | John Moore          |

## Conseil exécutif
En juillet 1964, le gouverneur remanie le Conseil exécutif de la colonie pour y intégrer des élus. Le Conseil exécutif comprend dès lors quatre administratifs nommés, trois membres élus du Conseil législatif, et trois membres nommés du Conseil législatif représentant chacun l'une des communautés ethniques. Le gouverneur Sir Kenneth Maddocks choisit parmi les élus les trois personnes qui sont de fait les principaux porte-parole de leurs communautés respectives : le grand chef Ratu Kamisese Mara pour les autochtones, l'avocat militant A.D. Patel pour les Indo-Fidjiens, et l'avocat John Falvey pour les Euro-Fidjiens. À partir de cette date, les membres du Conseil exécutif ont de fait des responsabilités de type ministérielle, à l'exception des trois membres nommés simplement comme représentants de leurs communautés ethniques (Ratu Penaia Ganilau, James Madhavan et Ronald Kermode), :
| Responsabilité                      | Nom | Nom                 | Domaines couverts par cette responsabilité                                                                                              |
| ----------------------------------- | --- | ------------------- | --- |
| Secrétaire colonial                 |     | P.D. Macdonald      | service public, constitution, défense, affaires étrangères, immigration, travail, police, archives                                      |
| Secrétaire aux finances             |     | H.P. Ritchie        | budget, commerce, industries, monnaie, douanes, planification économique, politique fiscale                                             |
| Procureur général                   |     | Justin Lewis        | affaires juridiques, maintien de l'ordre, rédaction des projets de loi, conseils au gouvernement en matière de droit                    |
| Secrétaire aux affaires autochtones |     | A.C. Reid           | affaires autochtones, administrations locales, logement                                                                                 |
| Ressources naturelles               |     | Ratu Kamisese Mara  | terres, agriculture, coopératives, pêcheries, forêts, ressources minières, préservation des sols                                        |
| Services sociaux                    |     | A.D. Patel          | culture, éducation, santé, sécurité sociale, prisons                                                                                    |
| Communications et travaux publics   |     | John Falvey         | aviation civile, électricité, hôtels, services postaux, routes, télécommunications, tourisme, transports, réseau d'eau, travaux publics |
| -                                   |     | Ratu Penaia Ganilau | - |
| -                                   |     | James Madhavan      | - |
| -                                   |     | Ronald Kermode      | - |